# Fencing (film, 1892)
Pour plus de détails, voir Fiche technique et Distribution.
Fencing est un film américain muet et en noir et blanc réalisé par William Kennedy Laurie Dickson et sorti en 1892.